# アートホテル鹿島セントラル
座標: 北緯35度53分56秒 東経140度38分18.6秒 / 北緯35.89889度 東経140.638500度
アートホテル鹿島セントラル（アートホテルかしまセントラル）は、茨城県神栖市にあるホテル。

## 概要

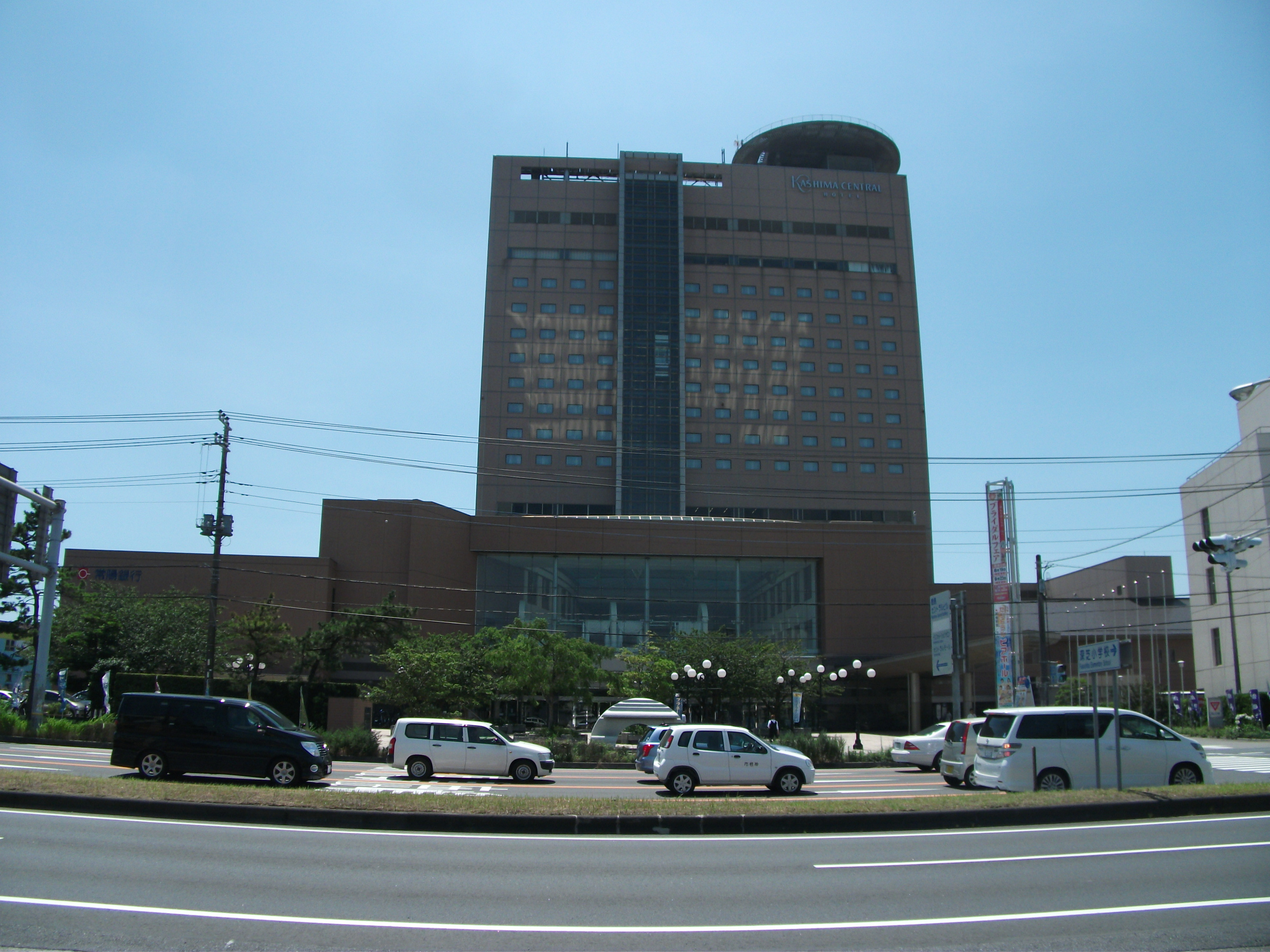
アートホテル鹿島セントラル

1972年（昭和47年）6月に「鹿島セントラルホテル」として開業した。茨城県による臨海部の大規模開発事業「鹿島開発」の象徴とも呼ばれた。
2000年（平成12年）6月には2002 FIFAワールドカップの開催に合わせ、本館に隣接して鹿島セントラルビル新館が完成した。
鹿島セントラルホテルの営業権を有する鹿島都市開発は1969年（昭和44年）7月7日に設立された第三セクターで茨城県や鹿嶋市、神栖市が出資している。ホテルの建物（新館、本館、鹿島セントラルモール、温浴施設ゆの華）は鹿島都市開発が所有しており、ホテルや駐車場の敷地は茨城県が所有している。
新型コロナウイルス禍の影響で2021年度は12.3億円の損失を計上した。茨城県は民間へ売却する方針を決め、当初は2024年3月末とされていたが先送りされていた。
2024年10月1日の茨城県議会本会議での売却議案可決後、同月9日にに米投資会社グループの「マイステイズ・ホテル・マネジメント」に譲渡され、同年12月4日から新館は「アートホテル鹿島セントラル」、本館は「フレックステイイン鹿島セントラル」という名称に変更されることとなった。

## レストラン
- スカイレストラン「プラネート」
- スカイラウンジ「プラネート」
- 鉄板焼「楓」
- カジュアルレストラン「セピア」
- 中国料理「桃鹿楼」
- 日本料理「槙」
- ティーラウンジ「クレール」

## 鹿島セントラルビル

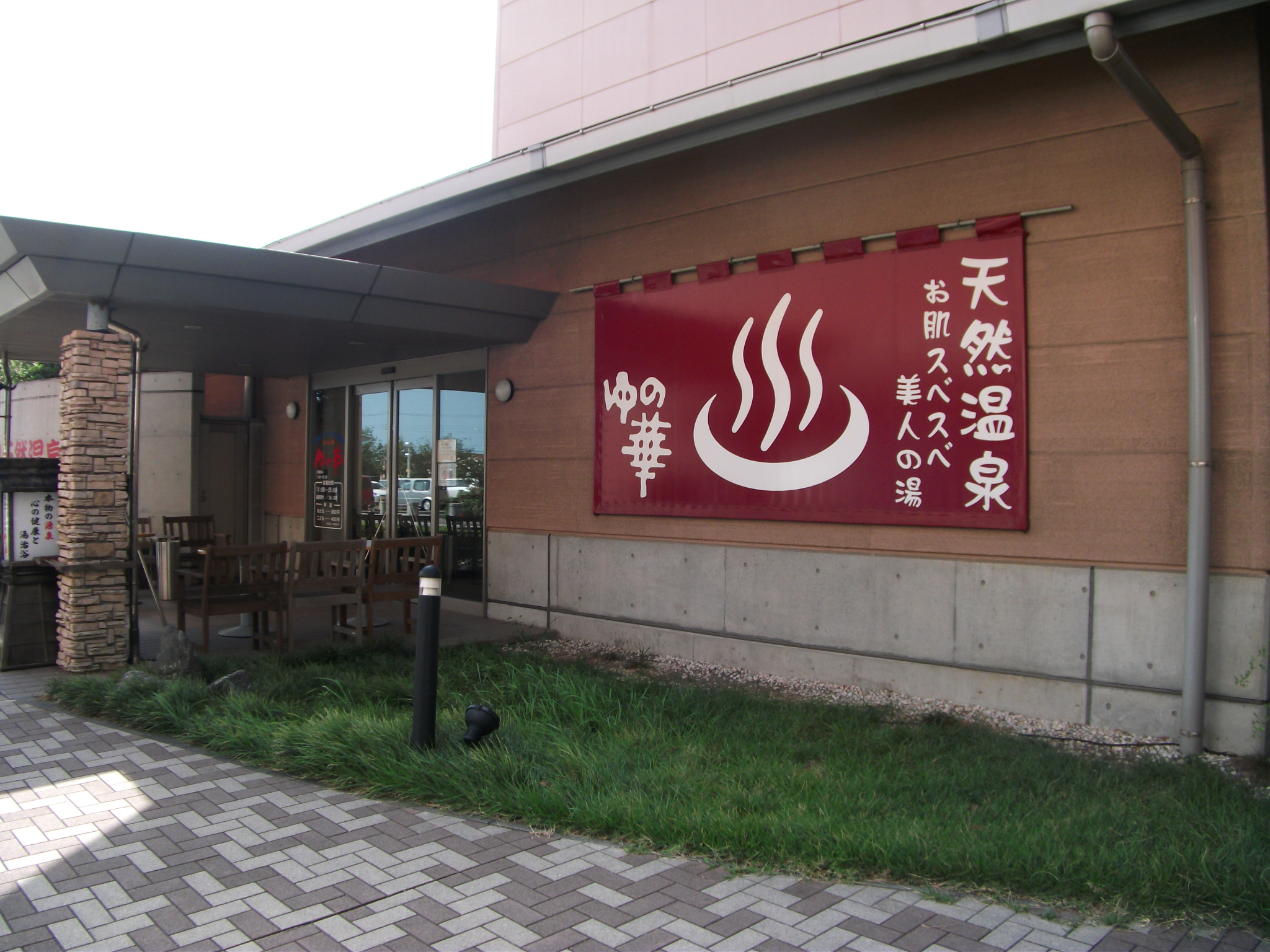
天然温泉美人の湯「ゆの華」

ホテルは鹿島セントラルビルの本館ビルと新館ビルに入っている。

### 本館ビル
- 住所：茨城県神栖市大野原四丁目7番1号[6]
- 竣工年：1972年（昭和47年）6月[6]
- 高さ：45m[6]
- 地上14階、地下1階、塔屋2階[6]
- 主なテナント：ホテル、オフィス、店舗、天然温泉｢ゆの華｣[6]
  - カワイ楽器音楽教室[6]
  - SONG is SUNG[6]
  - ニッポンレンタカー東関東[6]
  - 村さ来[6]

### 新館ビル
- 住所：茨城県神栖市大野原四丁目7番11号[6]
- 竣工年：2000年（平成12年）3月[6]
- 高さ：68.2m[6]
- 地上16階、地下1階[6]
- 主なテナント：ホテル、レセプションホール、レストラン、 オフィス、店舗[6]
  - 三越鹿島店[6]
  - 常陽銀行神栖支店[6]

## アクセス
鉄道
- JR成田線小見川駅よりタクシーで13分。
- JR鹿島線潮来駅または鹿島神宮駅よりタクシーで15分。

バス
- 都心方面（東京駅、羽田空港、東京テレポート駅）からの鹿島神宮駅行き、または、鹿島セントラルホテル行きの高速バスより「鹿島セントラルホテル」バス停で下車。
- 鹿島神宮駅・銚子駅発の路線バスで「鹿島セントラルホテル」バス停で下車。

車
- 東関東自動車道潮来インターチェンジより10分。

## 周辺施設
セントラルホテル周辺には、レストランやスーパーマーケット、ファーストフード店などが点在している。
- マクドナルド神栖店
- フードマーケットカスミ神栖店
- ファミリーレストランココス神栖店
- くら寿司神栖店
- 神栖市歴史民俗資料館